# Listă de cărți: Y
Lista cărți: A - Ă - B - C - D - E - F - G - H - I - Î - J - K - L - M - N - O - P - Q - R - S - Ș - T - Ț - U - V - W - X - Y - Z
- Yongle Encyclopedia (1408)
- Young Adolf - Beryl Bainbridge (1978)
- Young Caesar - Rex Warner (1958)
- Youngblood Hawke - Herman Wouk (1962)